# Hogland
Hogland (russisk: Гогланд (tr. Gogland), finsk: Suursaari, svensk: Hogland) er en russisk ø i Den Finske Bugt i Østersøen, cirka 180 km vest for Skt. Petersborg og 35 km fra kysten af Finland (ved Kotka). Hogland har et areal på omkring 21 km², og er en del af Leningrad oblast.
Øen var del af Finland før 2. Verdenskrig, men som følge af Vinterkrigen blev øen i 1940 afstået til Sovjetunionen ved Freden i Moskva sammen med en række andre finske øer i Den Finske Bugt. Øen blev generobret af Finland under Fortsættelseskrigen, og endeligt afstået til Sovjet som led i fredsslutningen efter 2. verdenskrig.